# Galiasgar Kamal
Ğaliäsğar Ğaliäkbär ulı Kamaletdinov (tártaro: Галиәсгар Галиәкбәр улы Камалетдинов, Kazán, 6 de enero de 1879-Kazán, 16 de junio de 1933) fue un escritor, periodista, traductor, actor y dramaturgo tártaro.
Nació en una familia de curtidores y estudió en las madrasas de Ğosmaniä y Möxämmadiä en 1889-1897. 
Su primera obra de 1898 fue Bәhetsez eget de 1898. En 1901 publicó en el periódico Тәраккый y fue un de los organizadores de la editorial Мәгариф. Participó activamente en el grupo de teatro Säyyär, organizado en 1906, como actor y dramaturgo.
La Revolución Rusa de 1905 lo marcó profundamente, e inspirado en esos eventos escribió  Berenche Teatr (1908) y Bаnкrот (1911). Esa época fue la de máxima creatividad y la más reconocida del autor.
Desde las publicaciones Азат y Азат Xалык, publicó artículos promoviendo ideas marxistas,  editó también la revista satírica Яшен (1908-09), y trabajó en el periódico Йолдыз (1907-17). Tras la revolución de octubre escribió poemas satíricos y colaboró en los periódicos Эш y Кызыл байрак.